# Lesaka
Lesaka là một đô thị trong tỉnh và cộng đồng tự trị Navarre, Tây Ban Nha. Đô thị này có diện tích là 54,7 ki-lô-mét vuông, dân số năm 2009 là 2808 người với mật độ 21,33 người/km². Cự ly so với tỉnh lỵ là 75 km.